# Filmografia del Peplum all'italiana

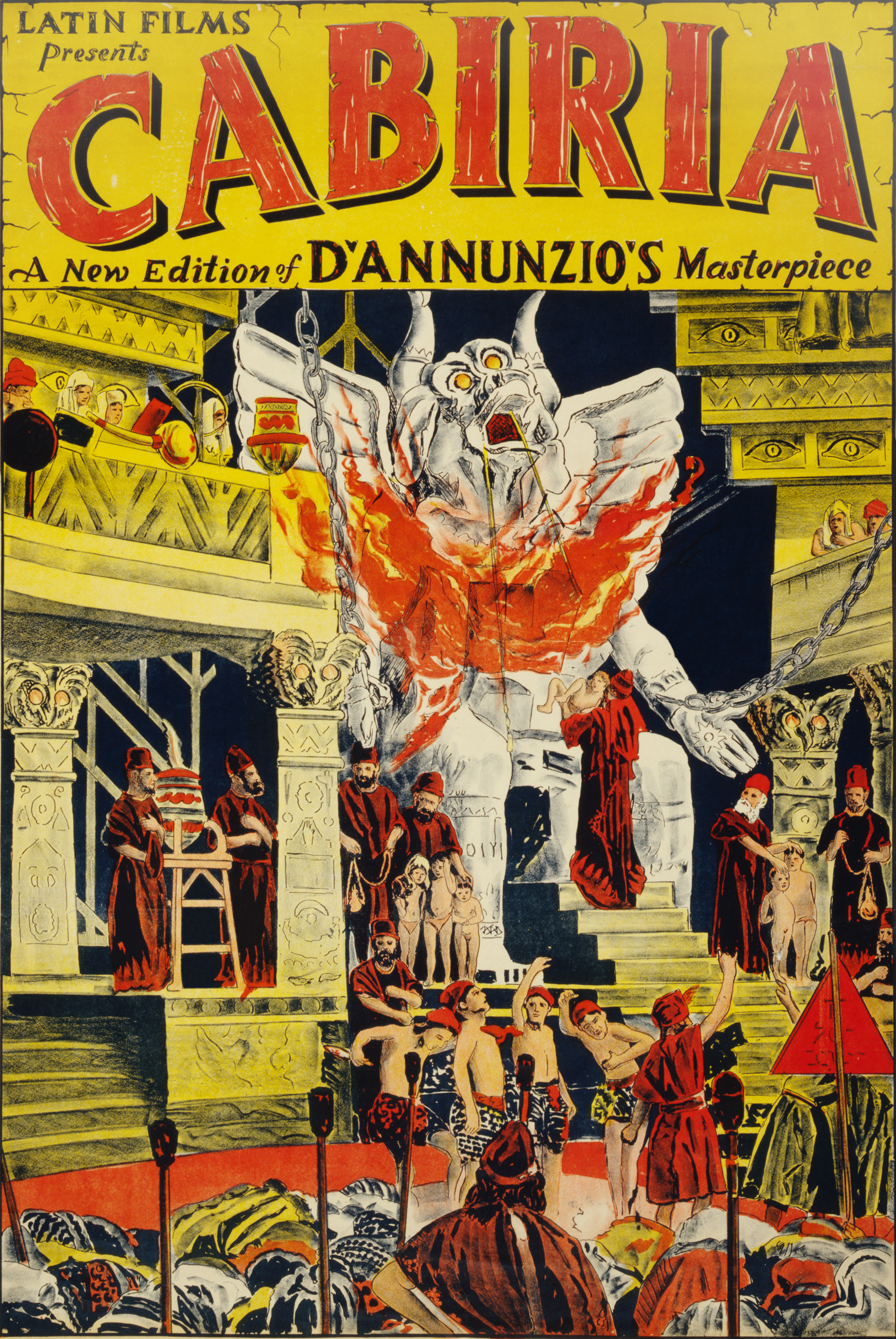
Il film italiano Cabiria (1914), una delle prime importanti pellicole del genere peplum

Vengono qui elencati i principali film del genere peplum italiani in ordine cronologico-alfabetico. 

## Periodo del muto
- 1908 - Gli ultimi giorni di Pompei di Arturo Ambrosio, Luigi Maggi - con Lydia De Roberti, Luigi Maggi, Umberto Mozzato
- 1909 - Nerone di Luigi Maggi - con Alberto Capozzi, Lydia De Roberti, Luigi Maggi
- 1910 - Agrippina di Enrico Guazzoni - con Maria Gasparini, Amleto Novelli
- 1911 - L'Odissea di Giuseppe De Liguoro, Francesco Bertolini, Adolfo Padovan - con Giuseppe De Liguoro, Eugenia Tettoni, Ubaldo Maria Del Colle
- 1911 - La caduta di Troia di Giovanni Pastrone, Luigi Romano Borgnetto - con Luigi Romano Borgnetto, Giovanni Casaleggio, Olga Giannini Novelli, Jules Vina
- 1911 - La sposa del Nilo di Enrico Guazzoni - con Bruto Castellani, Ettore Mazzanti, Gastone Monaldi
- 1911 - San Sebastiano di Enrique Santos - con Giuseppe Gambardella, Amleto Novelli, Enna Saredo
- 1913 - Quo vadis? di Enrico Guazzoni - con Amleto Novelli, Gustavo Serena
- 1913 - Jone o Gli ultimi giorni di Pompei di Giovanni Enrico Vidali - con Suzanne De Labroy
- 1913 - Gli ultimi giorni di Pompei di Eleuterio Rodolfi - con Fernanda Negri Pouget
- 1913 - In hoc signo vinces (In questo segno vincerai) di Nino Oxilia - con Maria Jacobini, Mario Mariani, Dillo Lombardi
- 1913 - Spartaco di Giovanni Enrico Vidali - con Mario Guaita-Ausonia, Enrico Bracci, Alberto Capozzi
- 1914 - Cabiria di Giovanni Pastrone - con Bartolomeo Pagano, Italia Almirante Manzini, Émile Vardannes, Dante Testa, Lydia Quaranta
- 1914 - Maciste di Vincenzo Denizot, Luigi Romano Borgnetto - con Bartolomeo Pagano, Leone Papa
- 1914 - Caius Julius Caesar di Enrico Guazzoni - con Amleto Novelli, Gianna Terribili-Gonzales
- 1916 - Christus di Giulio Antamoro - con Alberto Pasquali, Augusto Mastripietri, Amleto Novelli
- 1916 - Maciste alpino di Luigi Maggi, Luigi Romano Borgnetto - con Bartolomeo Pagano, Enrico Gemelli, Valentina Frascaroli
- 1917 - Maciste poliziotto di Roberto Leone Roberti - con Bartolomeo Pagano, Italia Almirante Manzini, Ruggero Capodaglio
- 1918 - Fabiola di Enrico Guazzoni - con Augusto Mastripietri, Amleto Novelli, Elena Sangro
- 1918 - Maciste atleta di Vincenzo Denizot - con Bartolomeo Pagano, Italia Almirante Manzini
- 1919 - Eraclide di Mario Guaiata-Ausonia - con Mario Guaiata-Ausonia, Elsa Zara, Felice Carena, Mario Granata
- 1919 - L'ultima fatica di Ercole di Emilio Graziani-Walter - con Alphonse Trouché, Emilio Graziani-Walter
- 1919 - Giuliano l'apostata di Ugo Falena - con Guido Graziosi, Ileana Leonidoff
- 1920 - La trilogia di Maciste di Carlo Campogalliani - con Bartolomeo Pagano, Letizia Quaranta
- 1922 - Il trionfo di Ercole di Francesco Bertolini - con Giovanni Raicevich, Paula Paxi, Agostino Borgato
- 1922 - Messalina di Enrico Guazzoni - con Rina De Liguoro, Augusto Mastripietri, Gino Talamo
- 1923 - Maciste e il nipote d'America di Guido Brignone, Eleuterio Rodolfi - con Bartolomeo Pagano, Diomira Jacobini
- 1924 - Maciste imperatore di Guido Brignone - con Bartolomeo Pagano
- 1926 - Maciste all'inferno di Guido Brignone - con Bartolomeo Pagano, Pauline Polaire, Elena Sangro, Lucia Zanussi
- 1926 - Maciste contro lo sceicco di Mario Camerini - con Cecil Tryan, Franz Sala, Mario Saio, Armand Pouget
- 1926 - Gli ultimi giorni di Pompei di Carmine Gallone - con Rina De Liguoro, Bernhard Goetzke, María Corda, Victor Varconi
- 1926 - Maciste nella gabbia dei leoni di Guido Brignone - con Bartolomeo Pagano

## Anni trenta e quaranta
- 1937 - Scipione l'Africano di Carmine Gallone - con Annibale Ninchi, Camillo Pilotto, Fosco Giachetti
- 1949 - Fabiola di Alessandro Blasetti - con Michéle Morgan, Henri Vidal, Michel Simon

## Anni cinquanta
- 1951 - Messalina di Carmine Gallone - con María Félix, Memo Benassi, Camillo Pilotto
- 1952 - La regina di Saba di Pietro Francisci - con Leonora Ruffo, Gino Cervi, Marina Berti, Mario Ferrari
- 1953 - Nerone e Messalina di Primo Zeglio - con Gino Cervi, Paola Barbara, Yvonne Sanson
- 1953 - Spartaco - Il gladiatore della Tracia di Riccardo Freda - con Massimo Girotti, Gianna Maria Canale, Carlo Ninchi
- 1953 - Teodora, imperatrice di Bisanzio di Riccardo Freda - con Gianna Maria Canale, Georges Marchal, Irene Papas
- 1953 - Frine, cortigiana d'Oriente di Mario Bonnard - con Elena Kleus, Roldano Lupi, Tamara Lees, Lamberto Picasso, Pierre Cressoy
- 1954 - Attila di Pietro Francisci - con Anthony Quinn, Sophia Loren, Irene Papas, Henri Vidal
- 1954 - Ulisse di Mario Camerini - con Kirk Douglas, Silvana Mangano, Anthony Quinn, Rossana Podestà
- 1955 - La cortigiana di Babilonia di Carlo Ludovico Bragaglia - con Rhonda Fleming, Ricardo Montalbán, Tamara Lees, Roldano Lupi
- 1956 - Elena di Troia di Robert Wise e Giorgio Ferroni - con Rossana Podestà, Jacques Sernas, Warner Bentivegna, Brigitte Bardot, John Drew Barrymore
- 1957 - Le schiave di Cartagine di Guido Brignone - con Gianna Maria Canale, Jorge Mistral, Marisa Allasio, Ana Luisa Peluffo
- 1958 - Afrodite, dea dell'amore di Mario Bonnard - con Isabelle Corey, Anthony Steffen, Irène Tunc, Ivo Garrani
- 1958 - La rivolta dei gladiatori di Vittorio Cottafavi - con Ettore Manni, Gianna Maria Canale, Nando Tamberlani, Jesus Tordesillas
- 1958 - Il terrore dei barbari di Carlo Campogalliani - con Steve Reeves, Chelo Alonso, Giulia Rubini, Bruce Cabot
- 1958 - Le fatiche di Ercole di Pietro Francisci - con Steve Reeves, Sylva Koscina, Gianna Maria Canale, Gabriele Antonini
- 1958 - Nel segno di Roma di Guido Brignone - con Anita Ekberg, Georges Marchal, Folco Lulli, Chelo Alonso, Jacques Sernas, Lorella De Luca, Gino Cervi
- 1958 - La spada e la croce di Carlo Ludovico Bragaglia - con Massimo Serato, Yvonne De Carlo, Jorge Mistral, Rossana Podestà
- 1959 - Cartagine in fiamme di Carmine Gallone - con Pierre Brasseur, Daniel Gélin, Anne Heywood, Paolo Stoppa
- 1959 - Ercole e la regina di Lidia di Pietro Francisci - con Steve Reeves, Sylva Koscina, Sylvia Lopez, Primo Carnera
- 1959 - Gli ultimi giorni di Pompei di Mario Bonnard e Sergio Leone - con Steve Reeves, Christine Kaufmann, Fernando Rey
- 1959 - Le legioni di Cleopatra di Vittorio Cottafavi - con Linda Cristal, Ettore Manni, Georges Marchal, Mino Doro

## Anni sessanta
- 1960 - L'assedio di Siracusa di Pietro Francisci - con Rossano Brazzi, Tina Louise, Sylva Koscina, Gino Cervi, Enrico Maria Salerno
- 1960 - Costantino il Grande di Lionello De Felice - con Cornel Wilde, Belinda Lee, Massimo Serato
- 1960 - David e Golia di Ferdinando Baldi - con Orson Welles, Eleonora Rossi Drago, Massimo Serato
- 1960 - Gli amori di Ercole di Carlo Ludovico Bragaglia - con Jayne Mansfield, Mickey Hargitay, Massimo Serato
- 1960 - Ester e il re di Raoul Walsh, Mario Bava - con Joan Collins, Richard Egan, Sergio Fantoni, Rosalba Neri
- 1960 - Goliath contro i giganti di Guido Malatesta - con Brad Harris, Gloria Milland, Fernando Rey
- 1960 - I giganti della Tessaglia (Gli Argonauti) di Riccardo Freda - con Roland Carey, Massimo Girotti, Moira Orfei, Alberto Farnese
- 1960 - Giuseppe venduto dai fratelli di Irving Rapper, Luciano Ricci - con Geoffrey Horne, Robert Morley, Belinda Lee, Vira Silenti
- 1960 - Maciste nella valle dei re di Carlo Campogalliani - con Mark Forest, Chelo Alonso, Vira Silenti
- 1960 - Messalina, Venere imperatrice di Vittorio Cottafavi - con Belinda Lee, Spiros Focás, Giancarlo Sbragia
- 1960 - Salambò di Sergio Grieco - con Jeanne Valérie, Jacques Sernas, Edmund Purdom, Riccardo Garrone, Arnoldo Foà
- 1960 - Il sepolcro dei re di Fernando Cerchio - con Debra Paget, Ettore Manni, Erno Crisa
- 1960 - Revak, lo schiavo di Cartagine di Rudolph Maté - con Jack Palance
- 1960 - Teseo contro il minotauro di Silvio Amadio - con Bob Mathias, Rosanna Schiaffino, Alberto Lupo, Rik Battaglia
- 1960 - Ursus di Carlo Campogalliani - con Ed Fury, Cristina Gaioni, Moira Orfei
- 1960 - Il trionfo di Maciste di Tanio Boccia - con Lyuba Bodin, Aldo Bufi Landi, Calisto Calisti, Carla Calò
- 1960 - La vendetta di Ercole di Vittorio Cottafavi - con Mark Forest, Broderick Crawford, Gaby André, Wandisa Guida
- 1961 - Le baccanti di Giorgio Ferroni - con Taina Elg, Alberto Lupo, Akim Tamiroff, Pierre Brice
- 1961 - Barabba di Richard Fleischer - con Anthony Quinn, Silvana Mangano, Arthur Kennedy, Valentina Cortese, Kathy Jurado
- 1961 - Il colosso di Rodi di Sergio Leone - con Rory Calhoun, Lea Massari, Georges Marchal
- 1961 - Ercole al centro della Terra di Mario Bava - con Reg Park, Christopher Lee, Leonora Ruffo
- 1961 - Ercole alla conquista di Atlantide di Vittorio Cottafavi - con Reg Park, Enrico Maria Salerno, Gian Maria Volonté
- 1961 - Il gigante di Metropolis di Umberto Scarpelli - con Gordon Mitchell, Bella Cortez, Liana Orfei, Roldano Lupi
- 1961 - La guerra di Troia di Giorgio Ferroni - con Steve Reeves, Juliette Mayniel, John Drew Barrymore, Arturo Dominici
- 1961 - Il ladro di Bagdad di Arhur Lubin, Bruno Vailati - con Steve Reeves, Giorgia Moll, Edy Vessel
- 1961 - Maciste alla corte del Gran Khan di Riccardo Freda - con Gordon Scott, Yōko Tani, Dante Di Paolo
- 1961 - Maciste contro Ercole nella valle dei guai di Mario Mattoli - con Kirk Morris, Frank Gordon, Bice Valori
- 1961 - Maciste contro il vampiro di Giacomo Gentilomo, Sergio Corbucci - con Gordon Scott, Gianna Maria Canale, Jacques Sernas, Leonora Ruffo
- 1961 - Maciste l'uomo più forte del mondo di Antonio Leonviola - con Mark Forest, Moira Orfei, Gianni Garko, Raffaella Carrà
- 1961 - Maciste nella terra dei Ciclopi di Antonio Leonviola - con Gordon Mitchell, Chelo Alonso, Vira Silenti
- 1961 - Romolo e Remo di Sergio Corbucci - con Steve Reeves, Gordon Scott, Virna Lisi, Laura Solari
- 1961 - Sansone di Gianfranco Parolini - con Brad Harris
- 1961 - Le sette sfide di Primo Zeglio - con Ed Fury
- 1961 - Ursus e la ragazza tartara di Remigio Del Grosso - con Joe Robinson, Ettore Manni, Yōko Tani
- 1961 - La vendetta di Ursus di Luigi Capuano - con Samson Burke, Livio Lorenzon, Gina Rovere, Roberto Fantasia
- 1961 - Le vergini di Roma  di Vittorio Cottafavi, Carlo Ludovico Bragaglia - con Louis Jourdan, Nicole Courcel, Sylvia Syms, Michel Piccoli, Corrado Pani
- 1962 - Col ferro e col fuoco di Fernando Cerchio - con Jeanne Crain
- 1962 - La leggenda di Enea di Giorgio Venturini - con Steve Reeves, Giacomo Rossi Stuart, Enzo Fiermonte, Gianni Garko
- 1962 - Arrivano i titani di Duccio Tessari - con Giuliano Gemma
- 1962 - Il gladiatore invincibile di Antonio Momplet - con Richard Harrison, Isabelle Corey, Livio Lorenzon
- 1962 - Il figlio di Spartacus di Sergio Corbucci - con Steve Reeves, Jacques Sernas, Gianna Maria Canale
- 1962 - La furia di Ercole di Gianfranco Parolini - con Brad Harris, Brigitte Corey, Mara Berni, Serge Gainsbourg
- 1962 - Il gladiatore di Roma di Mario Costa - con Gordon Scott, Alberto Farnese, Roberto Risso
- 1962 - Marte, dio della guerra di Marcello Baldi - con Massimo Serato, Linda Sini, Roger Browne, Jackie Lane
- 1962 - Maciste all'inferno di Riccardo Freda - con Kirk Morris, Hélène Chanel
- 1962 - Maciste contro i mostri  di Guido Malatesta
- 1962 - Maciste contro i tagliatori di teste di Guido Malatesta
- 1962 - Maciste contro lo sceicco di Domenico Paolella - con Ed Fury, Gisella Arden, Mara Berni
- 1962 - Maciste il gladiatore più forte del mondo di Michele Lupo - con Mark Forest, Vittorio Sanipoli
- 1962 - Ponzio Pilato di Gian Paolo Callegari e Irving Rapper - con Jean Marais, Jeanne Crain, Basil Rathbone
- 1962 - Totò contro Maciste  di Fernando Cerchio - con Totò, Nino Taranto, Gabriella Andreini, Samson Burke
- 1962 - Le sette folgori di Assur di Silvio Amadio - con Jocelyn Lane, Luciano Marin, Arnoldo Foà
- 1962 - Ulisse contro Ercole di Mario Caiano - con Georges Marchal, Michael Lane, Raffaele Pisu, Raffaella Carrà, Gianni Santuccio
- 1962 - Ursus nella valle dei leoni di Carlo Ludovico Bragaglia - con Ed Fury, Moira Orfei, Alberto Lupo
- 1962 - Vulcano, figlio di Giove di Emimmo Salvi - con Rod Flash, Bella Cortez, Gordon Mitchell
- 1963 - Anno 79: la distruzione di Ercolano di Gianfranco Parolini - con Brad Harris, Susan Paget, Mara Lane
- 1963 - Il crollo di Roma di Antonio Margheriti - con Carl Möhner, Loredana Nusciak, Maria Grazia Buccella
- 1963 - Ercole contro Moloch di Giorgio Ferroni - con Gordon Scott, Alessandra Panaro, Rosalba Neri, Arturo Dominici
- 1963 - Ercole sfida Sansone di Pietro Francisci - con Kirk Morris e Richard Lloyd
- 1963 - Goliath e la schiava ribelle di Mario Caiano - con Gordon Scott, Massimo Serato, Ombretta Colli
- 1963 - Io, Semiramide di Primo Zeglio - con Yvonne Furneaux, John Ericson, Renzo Ricci, Calisto Calisti
- 1963 - L'eroe di Babilonia di Siro Marcellini - con Gordon Scott, Geneviève Grad, Andrea Scotti, Moira Orfei
- 1963 - Le gladiatrici di Antonio Leonviola - con Joe Robinson, Maria Fiore, Susy Andersen, Bella Cortez
- 1963 - Maciste l'eroe più grande del mondo di Michele Lupo - con Mark Forest e Giuliano Gemma
- 1963 - Perseo l'invincibile di Alberto De Martino - con Richard Harrison
- 1963 - Taur, il re della forza bruta di Antonio Leonviola - con Joe Robinson, Harry Baird, Bella Cortez, Thea Fleming
- 1963 - Ursus gladiatore ribelle di Domenico Paolella - con Dan Vadis, Alan Steel, Gianni Santuccio
- 1963 - Ursus nella terra di fuoco di Giorgio Simonelli - con Ed Fury, Claudia Mori, Luciana Gilli
- 1963 - Il vecchio testamento di Gianfranco Parolini - con Brad Harris, Carlo Tamberlani, Susan Paget
- 1963 - Zorro contro Maciste di Umberto Lenzi - con Alan Steel
- 1963 - I dieci gladiatori, di Gianfranco Parolini - con Dan Vadis
- 1964 - Coriolano: eroe senza patria di Giorgio Ferroni - con Gordon Scott, Alberto Lupo, Lilla Brignone, Aldo Bufi Landi
- 1964 - Ercole contro i figli del sole di Osvaldo Civirani - con Mark Forest, Giuliano Gemma, Anna Maria Pace, Giulio Donnini
- 1964 - Ercole contro i tiranni di Babilonia di Domenico Paolella - con Rock Stevens, Mario Petri, Helga Liné
- 1964 - Ercole contro Roma di Piero Pierotti - con Alan Steel, Wandisa Guida, Daniele Vargas, Andrea Aureli
- 1964 - Ercole l'invincibile di Al World - con Dan Vadis, Špela Rozin, Ken Clark
- 1964 - Ercole, Sansone, Maciste e Ursus gli invincibili di Giorgio Capitani - con Alan Steel
- 1964 - Il colosso di Roma di Giorgio Ferroni - con Gordon Scott, Gabriella Pallotta, Massimo Serato, Maria Pia Conte
- 1964 - Il figlio di Cleopatra di Ferdinando Baldi - con Mark Damon, Scilla Gabel, Arnoldo Foà
- 1964 - I giganti di Roma di Anthony M. Dawson - con Richard Harrison, Wandisa Guida, Ettore Manni
- 1964 - Gli invincibili tre di Gianfranco Parolini - con Alan Steel, Mimmo Palmara, Rosalba Neri, Lisa Gastoni
- 1964 - Il leone di Tebe di Giorgio Ferroni - con Mark Forest, Yvonne Furneaux, Massimo Serato, Alberto Lupo
- 1964 - Maciste alla corte dello Zar di Amerigo Anton - con Kirk Morris, Massimo Serato, Ombretta Colli
- 1964 - Maciste contro i mongoli di Domenico Paolella - con Mark Forest, José Greci, Ken Clark
- 1964 - Maciste e la regina di Samar di Giacomo Gentilomo - con Alan Steel
- 1964 - Maciste nell'inferno di Gengis Khan di Domenico Paolella - con Mark Forest, José Greci, Ken Clark
- 1964 - Maciste nelle miniere di re Salomone di Piero Regnoli - con Reg Park
- 1964 - Il magnifico gladiatore di Alfonso Brescia - con Mark Forest, Marilù Tolo, Oreste Lionello
- 1964 - La rivolta dei barbari di Guido Malatesta - con Roland Carey, Maria Grazia Spina, Mario Feliciani
- 1964 - Sansone e il tesoro degli Incas di Piero Pierotti - con Alan Steel
- 1964 - Spartacus e gli invincibili dieci gladiatori di Nick Nostro - con Dan Vadis, Helga Liné
- 1964 - Il trionfo dei dieci gladiatori di Nick Nostro - con Dan Vadis, Helga Liné, Steve Gordon
- 1964 - Il trionfo di Ercole di Alberto De Martino - con Dan Vadis, Marilù Tolo, Moira Orfei
- 1964 - L'ultimo gladiatore di Umberto Lenzi - con Richard Harrison, Lisa Gastoni, Marilù Tolo
- 1964 - Ursus il terrore dei Kirghisi di Antonio Margheriti - con Reg Park, Mireille Granelli, Ettore Manni
- 1964 - Il Vangelo secondo Matteo di Pier Paolo Pasolini - con Enrique Irazoqui, Susanna Pasolini, Mario Socrate
- 1964 - La vendetta dei gladiatori di Luigi Capuano - con Mickey Hargitay, José Greci, Livio Lorenzon, Renato Baldini
- 1964 - La vendetta di Spartacus di Michele Lupo - con Gordon Mitchell, Roger Browne, Giacomo Rossi Stuart
- 1964 - Zorikan lo sterminatore di Roberto Mauri - con Dan Vadis, Walter Brandi, Philippe Hersent
- 1964 - La valle dell'eco tonante di Amerigo Anton - con Kirk Morris, Rosalba Neri, Hélène Chanel
- 1965 - Il conquistatore di Atlantide di Alfonso Brescia - con Kirk Morris, Fortunato Arena, Hélène Chanel
- 1965 - Gli invincibili fratelli Maciste di Roberto Mauri - con Richard Lloyd, Claudie Lange, Tony Freeman
- 1965 - Il gladiatore che sfidò l'impero di Domenico Paolella - con Rock Stevens, Walter Brandi, Gloria Milland
- 1965 - Golia alla conquista di Bagdad di Domenico Paolella - con Rock Stevens
- 1965 - L'incendio di Roma di Guido Malatesta - con Lang Jeffries, Cristina Gaioni, Moira Orfei
- 1965 - Il vendicatore dei Mayas di Guido Malatesta - con Kirk Morris, Barbara Loy, Andrea Aureli
- 1965 - La sfida dei giganti di Maurizio Lucidi - con Reg Park
- 1966 - La Bibbia di John Huston - con Michael Parks, Gabriele Ferzetti, Peter O'Toole, Franco Nero, George C. Scott
- 1969 - Medea di Pier Paolo Pasolini - con Maria Callas, Giuseppe Gentile, Laurent Terzieff

## Dagli anni settanta ad oggi
- 1971 - Il ritorno del gladiatore più forte del mondo di Bitto Albertini - con Brad Harris
- 1973 - La rivolta delle gladiatrici di Joe D'Amato - con Pam Grier
- 1982 - Ator l'invincibile di David Hills - con Miles O'Keeffe, Sabrina Siani, Edmund Purdom, Dakkar
- 1982 - Gunan il guerriero di Franco Prosperi - con Pietro Torrisi, Giovanni Cianfriglia, Malisa Longo, Emil Messina, Rita Silva
- 1982 - Sangraal, la spada di fuoco di Michele Massimo Tarantini - con Sabrina Siani, Yvonne Fraschetti
- 1982 - Thor il conquistatore di Anthony Richmond - con  Conrad Nichols, María Romano, Malisa Longo, Rosalba Ciofalo
- 1983 - Conquest di Lucio Fulci - con Jorge Rivero, Andrea Occhipinti, Conrado San Martín, Violeta Cela
- 1983 - Hercules di Lewis Coates - con Lou Ferrigno, Mirella D'Angelo, Brad Harris, Rossana Podestà
- 1983 - I sette magnifici gladiatori di Bruno Mattei con - Lou Ferrigno, Sybil Danning, Brad Harris, Dan Vadis
- 1983 - Il trono di fuoco di Franco Prosperi - con Sabrina Siani, Pietro Torrisi
- 1983 - La guerra del ferro - Ironmaster di Umberto Lenzi - con Elvire Audray, William Berger, Pamela Field, George Eastman
- 1984 - She di Avi Nesher - con Sandahl Bergman, Gordon Mitchell
- 1984 - Ator 2 - L'invincibile Orion di Joe D'Amato - con Miles O'Keeffe, Lisa Foster, David Brandon, Charles Borromel
- 1984 - I guerrieri dell'anno 2072 di Lucio Fulci - con Jared Martin, Fred Williamson, Renato Rossini, Eleonora Brigliadori
- 1985 - Le avventure dell'incredibile Ercole di Lewis Coates - con Lou Ferrigno, William Berger, Maria Rosaria Omaggio, Claudio Cassinelli
- 1985 - The Barbarians di Ruggero Deodato - con Peter Paul, David Paul, Raffaella Baracchi, Michael Berryman
- 1987 - Iron Warrior di Al Bradley - con Miles O'Keeffe, Savina Geršak, Elisabeth Kaza, Iris Peynado
- 1987 - Secondo Ponzio Pilato di Luigi Magni - con Nino Manfredi, Stefania Sandrelli, Lando Buzzanca
- 1989 - Nostos - Il ritorno di Franco Piavoli - con Luigi Mezzanotte, Branca De Camargo, Alex Carozzo
- 1989 - Sinbad of the Seven Seas di Enzo G. Castellari - con Lou Ferrigno, John Steiner, Ennio Girolami, Hal Yamanouchi
- 1990 - Quest for the Mighty Sword di Joe D'Amato - con Eric Allan Kramer, Laura Gemser, Marisa Mell
- 2004 - De reditu - Il ritorno di Claudio Bondì - con Elia Schilton, Rodolfo Corsato
- 2019 - Il primo re di Matteo Rovere - con Alessandro Borghi, Alessio Lapice, Fabrizio Rongione